# Sonnendachse
Die Sonnendachse (Melogale) sind eine Raubtiergattung aus der Unterfamilie der Helictidinae innerhalb der Familie der Marder (Mustelidae). Die Gattung umfasst fünf Arten, die in Südostasien leben. Mit den eigentlichen Dachsen sind sie nicht so eng verwandt wie einmal angenommen.

## Beschreibung
Sonnendachse haben einen langen, buschigen Schwanz. Ihr Körperbau ist langgestreckt, die Beine sind relativ kurz. Ihre Fellfärbung variiert von graubraun bis dunkelbraun, wobei die Unterseite etwas heller ist. Charakteristisch sind ein weißer oder rötlicher Rückenstreifen sowie ein auffallend schwarz-weiß gemustertes Gesicht. Diese Tiere erreichen eine Kopfrumpflänge von 33 bis 43 Zentimeter, der Schwanz wird 15 bis 23 Zentimeter lang und ihr Gewicht beträgt 1 bis 3 Kilogramm.

## Verbreitung und Lebensraum
Das Verbreitungsgebiet der Sonnendachse erstreckt sich vom östlichen Indien und dem mittleren China über die Malaiische Halbinsel bis Borneo und Bali. Ihr Lebensraum sind in erster Linie Wälder, manchmal sind sie aber auch im Grasland zu finden.

## Lebensweise
Sonnendachse sind dämmerungs- oder nachtaktiv. Tagsüber ziehen sie sich in natürliche Unterschlupfe oder Baue anderer Tiere zurück, sie graben im Gegensatz zu anderen Dachsen keine eigenen Baue. In der Nacht begeben sie sich auf Nahrungssuche, wobei sie auch auf Bäume klettern, manchmal ruhen sie sogar in Astgabeln. Über ihr Sozialverhalten ist wenig bekannt, vermutlich leben sie einzelgängerisch.

## Nahrung
Sonnendachse sind Allesfresser, die sowohl kleine Wirbeltiere (vorwiegend Frösche und Echsen), Insekten und Würmer als auch Früchte und andere Pflanzenteile zu sich nehmen.

## Fortpflanzung
Nach einer rund 60-tägigen Tragzeit bringt das Weibchen ein bis fünf (meist zwei) Jungtiere zur Welt. Diese werden mit rund zwei bis drei Monaten selbständig.

## Die Arten
- Der Chinesische Sonnendachs (Melogale moschata) ist im mittleren und südlichen China (einschließlich Taiwan und Hainan), im nordöstlichen Indien sowie im Norden von Myanmar, Laos und Vietnam verbreitet.
- Der Burma-Sonnendachs (Melogale personata) ist von Myanmar und Vietnam bis ins südliche Thailand beheimatet.
- Der Java-Sonnendachs (Melogale orientalis) lebt auf den Inseln Java und Bali. In manchen Systematiken wird er lediglich als Unterart des Burma-Sonnendachses betrachtet.
- Der Borneo-Sonnendachs (Melogale everetti) ist nur aus einem kleinen Gebiet im nördlichen Borneo bekannt. Die Art gilt laut IUCN als gefährdet (vulnerable).
- Der Cuc-Phuong-Sonnendachs (Melogale cucphuongensis) ist nur aus dem vietnamesischen Nationalpark Cúc Phương bekannt und wurde erst 2011 beschrieben[1].